# Егоров, Борис Григорьевич (нейрохирург)

Могила Б. Г. Егорова на Новодевичьем кладбище в Москве

Бори́с Григо́рьевич Его́ров (7 [19] августа 1892, Москва — 15 февраля 1972, там же) — советский нейрохирург, доктор медицинских наук, академик АМН СССР (1953), заслуженный деятель науки РСФСР (1958), директор института нейрохирургии им. Н. Н. Бурденко АМН СССР. 

## Биография
Окончил медицинский факультет Московского университета в 1915 году. Работал под руководством А. В. Мартынова, П. А. Герцена, Н. Н. Бурденко. 
По окончании университета военный врач в госпитале.  
В 1916 — 1923 гг. работал ассистентом кафедры топографической анатомии и оперативной хирургии медицинского факультета 1-го МГУ, а с 1928 г. в нейрохирургической клинике (ныне Ин-т нейрохирургии им. H. Н. Бурденко АМН СССР). 
В 1931 г. совместно с Марком Борисовичем Копыловым произвел первую в СССР каротидную ангиографию. 
Во время Великой Отечественной войны - ведущий врач-нейрохирург эвакогоспиталей в Уфе.  
В 1949 году опубликовал монографию по невриномам слухового нерва. 
Опубликовал около 120 научных работ, посвященных клинике, диагностике и хирургическим методам лечения опухолей и травм головного и спинного мозга.  
Обосновал рациональные методы пластики твердой мозговой оболочки, а также методы лечения менингососудистых опухолей, глиом больших полушарий и мозжечка, опухолей гипофиза, боковых и третьего желудочков, неврином VIII черепного нерва. Он предложил ряд модификаций оперативных подходов к нейроэктодермальным опухолям различной локализации. Ряд его работ посвящен лечению травм головного и спинного мозга, периферических нервов, а также хирургическому лечению невралгий V нерва, оптохиазмального арахноидита. 
Под его руководством подготовлено около 50 кандидатских и докторских диссертаций.
С 1941 — 1947 гг. — Главный нейрохирург Наркомздрава, Минздрава СССР.
В 1947 — 1964 годах — директор института нейрохирургии им. Н. Н. Бурденко АМН СССР.  
Основные работы посвящены анатомо-физиологическому обоснованию и разработке нейрохирургических операций при опухолях, травматических поражениях и заболеваниях сосудов нервной системы, лечению воспалительных заболеваний мозга, травм нервной системы, обезболиванию, пластике твёрдой мозговой оболочки. Предложил ряд новых операций для удаления опухолей мозга и по поводу невралгий тройничного нерва. Создал школу нейрохирургов. 
В 1953 году избран действительным членом Академии медицинских нак ССР, академик-секретарь отделения клинической медицины АМН СССР. 
Председатель Всесоюзного нейрохирургического общества, главный редактор журнала «Вопросы нейрохирургии». 
В мае 1964 года освобождён от обязанности директора института. Назначен на 0.5 ставки консультанта с запретом оперировать. Уволен в 1970 году. 
Член Международного общества хирургов, Шведского медицинского общества и общества нейрохирургов США, почётный член обществ нейрохирургов ПНР и ГДР, всесоюзных обществ хирургов и нейрохирургов. Награждён 2 орденами Ленина,   орден Трудового Красного Знамени, Орден Красной Звезды, "Знак Почет" а также медалями.

Сочинения:
- Техника обезболивания в черепно-мозговой хирургии, Вопр, нейрохир., т. 1, № 4, с. 33, 1937;

- Показания и техника резекций мозга и мозжечка, там же, т. 3, № 4, с. 44, 1939;
- Невринома VIII нерва, М., 1949;
- Хирургическое лечение арахноидэндотелиом, расположенных в области бугорка турецкого седла, Вопр, нейрохир., т. 14, № 3, с. 12, 1950;
- Классификация ранений периферических нервов, там же, т. 17, № 5, с. 3, 1953;
- Обоснование и методика тотального удаления неврином VIII нерва, там же, № 3, с. 3, 1960 (совм, с др.);
- О методике хирургического доступа к полости III желудочка головного мозга, там же, № 1, с. 10, 1961;
- Венозные стоки из арахноидэндотелиом большого крыла основной кости, там же, № 4, с. 6, 1965;
- К вопросу о путях и перспективах дальнейших исследований по нейроонкологии головного мозга, там же, № 5, с. 34, 1967.

Отец космонавта-врача Б. Б. Егорова.